# Exorista psychidivora
Exorista psychidivora är en tvåvingeart som först beskrevs av Daniel William Coquillett 1904.  Exorista psychidivora ingår i släktet Exorista och familjen parasitflugor. Inga underarter finns listade i Catalogue of Life.